# Reguengos de Monsaraz
Reguengos de Monsaraz este un oraș din Districtul Évora, Portugalia.
Este împărțit în patru cartiere:
- Campo e Campinho
- Corval
- Monsaraz
- Reguengos de Monsaraz